# Sportvereniging
Een sportvereniging (SV) of sportclub (SC) is een vereniging voor beoefenaars van sport. Vaak gaat het om personen die eenzelfde sport beoefenen of die nauw betrokken zijn bij diezelfde sport. Er bestaan echter ook omnisportverenigingen, waarbij meerdere sporten tegelijk worden beoefend.
Enkele voorbeelden van sportverenigingen zijn voetbalclubs en wielerploegen. Soms richten sportverenigingen zich op een bepaalde doelgroep, zoals het geval is bij studentensportverenigingen. Een vereniging wordt meestal gefinancierd door ledencontributie en sponsoring.

## Nederland
Koninklijke HFC wordt wel gezien als eerste Nederlandse sportvereniging (al is niet geheel duidelijk of HFC wel echt de oudste voetbalclub van Nederland is). Gedeelde interesse voor sport en de wens om professionele(re) begeleiding bij sport te krijgen, waren aanleiding tot oprichten van nog meer sportverenigingen. In 2014 was 31 procent van alle Nederlanders van 6 jaar en ouder lid van een sportvereniging. Anno 2017 hadden zich 23.870 sportverenigingen aangesloten bij de Nederlandse sportorganisatie NOC*NSF, een aantal dat ongeveer gelijk is aan dat van de sportverenigingen (exclusief watersportverenigingen) die in 1996 ingeschreven stonden bij de Kamer van Koophandel.

## België
In het Belgisch Olympisch en Interfederaal Comité (BOIC) worden anno 2018 30.000 sportclubs vertegenwoordigd. In 2015 telde Vlaanderen 23.516 erkende sportverenigingen.